# 1982–1983-as UEFA-kupa
Az 1982–1983-as UEFA-kupa a kupa 12. szezonja volt. A győztes a belga RSC Anderlecht lett, akik a kétmérkőzéses döntőben a portugál Benficát győzték le 2–1-es összesítéssel.

## Első kör
| 1. csapat                | Össz.    | 2. csapat                | 1. mérk. | 2. mérk. |
| ------------------------ | -------- | ------------------------ | -------- | -------- |
| 1. FC Kaiserslautern     | 6–0      | Trabzonspor              | 3–0      | 3–0      |
| AS Roma                  | 4–3      | Ipswich Town FC          | 3–0      | 1–3      |
| AEK Athén FC             | 0–6      | 1. FC Köln               | 0–1      | 0–5      |
| AS Saint-Étienne         | 4–1      | Tatabányai Bányász SC    | 4–1      | 0–0      |
| Borussia Dortmund        | 0–2      | Rangers FC               | 0–0      | 0–2      |
| Dundee United FC         | 3–1      | PSV Eindhoven            | 1–1      | 2–0      |
| FC Utrecht               | 0–3      | FC Porto                 | 0–1      | 0–2      |
| Bohemians CKD Praha      | 7–1      | FC Admira/Wacker         | 5–0      | 2–1      |
| FC Carl Zeiss Jena       | 3–6      | FC Girondins de Bordeaux | 3–1      | 0–5      |
| FK Dinamo Tbiliszi       | 2–2 (ig) | SSC Napoli               | 2–1      | 0–1      |
| FC Progrès Niedercorn    | 0–4      | Servette FC              | 0–1      | 0–3      |
| FK Szpartak Moszkva      | 8–4      | Arsenal FC               | 3–2      | 5–2      |
| CS Universitatea Craiova | 3–2      | ACF Fiorentina           | 3–1      | 0–1      |
| FC Vorwärts Frankfurt    | 3–3 (ig) | Werder Bremen            | 1–3      | 2–0      |
| Ferencvarosi TC          | 3–2      | Athletic Club            | 2–1      | 1–1      |
| Glentoran FC             | 1–4      | TJ Baník Ostrava         | 1–3      | 0–1      |
| Grazer AK                | 1–4      | Corvinul Hunedoara       | 1–1      | 0–3      |
| HFC Haarlem              | 5–4      | KAA Gent                 | 2–1      | 3–3      |
| Fram                     | 0–7      | Shamrock Rovers FC       | 0–3      | 0–4      |
| Lyngby Boldklub          | 3–4      | IK Brage                 | 1–2      | 2–2      |
| Manchester United FC     | 1–2      | Valencia CF              | 0–0      | 1–2      |
| PAOK FC                  | 2–2 (ig) | FC Sochaux-Montbéliard   | 1–0      | 1–2 (hu) |
| Pezoporikosz Larnaka FC  | 2–3      | FC Zürich                | 2–2      | 0–1      |
| PFK Szlavija Szofija     | 4–6      | FK Sarajevo              | 2–2      | 2–4      |
| RSC Anderlecht           | 6–1      | KPT Kuopio               | 3–0      | 3–1      |
| Sevilla FC               | 6–1      | PFK Levszki Szófia       | 3–1      | 3–0      |
| SL Benfica               | 4–2      | Real Betis               | 2–1      | 2–1      |
| Śląsk Wrocław            | 3–2      | Gyinamo Moszkva          | 2–2      | 1–0      |
| Southampton FC           | 2–2 (ig) | IFK Norrköping           | 2–2      | 0–0      |
| Stal Mielec              | 1–1 (ig) | KSC Lokeren              | 1–1      | 0–0      |
| Viking FK                | 3–3 (ig) | Lokomotive Leipzig       | 1–0      | 2–3      |
| Zurrieq                  | 1–8      | Hajduk Split             | 1–4      | 0–4      |

## Második kör
| 1. csapat           | Össz.    | 2. csapat                | 1. mérk. | 2. mérk. |
| ------------------- | -------- | ------------------------ | -------- | -------- |
| AS Roma             | 1–1 (bp) | IFK Norrköping           | 1–0      | 0–1      |
| AS Saint-Étienne    | 0–4      | Bohemians CKD Praha      | 0–0      | 0–4      |
| Corvinul Hunedoara  | 4–8      | FK Sarajevo              | 4–4      | 0–4      |
| FK Szpartak Moszkva | 5–1      | HFC Haarlem              | 2–0      | 3–1      |
| Ferencvárosi TC     | 1–2      | FC Zürich                | 1–1      | 0–1      |
| Hajduk Split        | 4–5      | FC Girondins de Bordeaux | 4–1      | 0–4      |
| SSC Napoli          | 1–4      | 1. FC Kaiserslautern     | 1–2      | 0–2      |
| PAOK FC             | 2–4      | Sevilla FC               | 2–0      | 0–4      |
| RSC Anderlecht      | 6–3      | FC Porto                 | 4–0      | 2–3      |
| Rangers FC          | 2–6      | 1. FC Köln               | 2–1      | 0–5      |
| Shamrock Rovers FC  | 0–5      | CS Universitatea Craiova | 0–2      | 0–3      |
| SL Benfica          | 4–1      | KSC Lokeren              | 2–0      | 2–1      |
| Śląsk Wrocław       | 1–7      | Servette FC              | 0–2      | 1–5      |
| Valencia CF         | 1–0      | TJ Baník Ostrava         | 1–0      | 0–0      |
| Viking FK           | 1–3      | Dundee United FC         | 1–3      | 0–0      |
| Werder Bremen       | 8–2      | IK Brage                 | 2–0      | 6–2      |

## Harmadik kör
| 1. csapat                | Össz. | 2. csapat                | 1. mérk. | 2. mérk. |
| ------------------------ | ----- | ------------------------ | -------- | -------- |
| 1. FC Köln               | 1–2   | AS Roma                  | 1–0      | 0–2      |
| Dundee United FC         | 3–2   | Werder Bremen            | 2–1      | 1–1      |
| FC Girondins de Bordeaux | 1–2   | CS Universitatea Craiova | 1–0      | 0–2 (hu) |
| FK Szpartak Moszkva      | 0–2   | Valencia CF              | 0–0      | 0–2      |
| FC Zürich                | 1–5   | SL Benfica               | 1–1      | 0–4      |
| RSC Anderlecht           | 6–2   | FK Sarajevo              | 6–1      | 0–1      |
| Servette FC              | 3–4   | Bohemians CKD Praha      | 2–2      | 1–2      |
| Sevilla FC               | 1–4   | 1. FC Kaiserslautern     | 1–0      | 0–4      |

## Negyeddöntő
| 1. csapat            | Össz.    | 2. csapat                | 1. mérk. | 2. mérk. |
| -------------------- | -------- | ------------------------ | -------- | -------- |
| 1. FC Kaiserslautern | 3–3 (ig) | CS Universitatea Craiova | 3–2      | 0–1      |
| AS Roma              | 2–3      | SL Benfica               | 1–2      | 1–1      |
| Bohemians CKD Praha  | 1–0      | Dundee United FC         | 1–0      | 0–0      |
| Valencia CF          | 2–5      | RSC Anderlecht           | 1–2      | 1–3      |

## Elődöntő
| 1. csapat           | Össz.    | 2. csapat                | 1. mérk. | 2. mérk. |
| ------------------- | -------- | ------------------------ | -------- | -------- |
| Bohemians CKD Praha | 1–4      | RSC Anderlecht           | 0–1      | 1–3      |
| SL Benfica          | 1–1 (ig) | CS Universitatea Craiova | 0–0      | 1–1      |

## Döntő
| 1. csapat      | Össz. | 2. csapat  | 1. mérk. | 2. mérk. |
| -------------- | ----- | ---------- | -------- | -------- |
| RSC Anderlecht | 2–1   | SL Benfica | 1–0      | 1–1      |

## Külső hivatkozások
- Hivatalos oldal
- Eredmények az RSSSF.com-on